# Eduard Schlusche
Eduard Schlusche (* 12. Oktober 1894 in Benisch, Österreich-Ungarn; † 28. April 1945 im KZ Neuengamme) war ein sudetendeutscher römisch-katholischer Buchhändler und Märtyrer.

## Leben
Eduard Schlusche wuchs ab 1901 in Freudenthal auf, wo er von Robert Schälzky und Heribert Kluger geprägt wurde. Als Holzkaufmann war er ab 1919 Prokurist in einem Sägewerk in Lobnig. In seiner dortigen Jugendarbeit orientierte er sich an Anton Orel, dessen Schriften er zuerst mit einem Versandbuchhandel, dann durch die Gründung einer Sortimentsbuchhandlung in Freudenthal zu fördern suchte. Seine Buchhandlung unterstützte in besonderer Weise Pius Parsch in der Verbreitung der Bibel und liturgischer Bücher. Schließlich war er auch selbst verlegerisch tätig und druckte 1934 einen kritischen Hirtenbrief der deutschen Bischöfe und 1937 die Enzyklika Mit brennender Sorge von Papst Pius XI.
Als seine Heimat 1938 an das nationalsozialistische Deutschland fiel, weigerte er sich zu fliehen und gründete 1939 noch eine Buchhandlung in Troppau. Beide Buchhandlungen wurden im Winter 1940/1941 von der Gestapo geschlossen. Er selbst wurde verhaftet und über das Gefängnis Troppau im November 1941 in das KZ Auschwitz gebracht (Häftlingsnummer 11070). Im Dezember 1942 kam er in das KZ Neuengamme, bei dessen Evakuierung er am 28. April 1945 unter unbekannten Umständen starb. Er wurde 50 Jahre alt.
Sein jüngerer Bruder Anton Schlusche (1897–1940) war Journalist und Abgeordneter der Deutschen Christlich-Sozialen Volkspartei (DCSVP) im Tschechoslowakischen Parlament.

## Gedenken
Die Römisch-katholische Kirche in Deutschland hat Eduard Schlusche als Märtyrer aus der Zeit des Nationalsozialismus in das deutsche Martyrologium des 20. Jahrhunderts aufgenommen.